# 1748年3月18日の海戦
1748年3月18日の海戦（英語: Action of 18 March 1748）はジェンキンスの耳の戦争中の1748年3月18日に行われた、イギリス海軍の戦列艦6隻がスペインの戦船9隻で護衛された商船隊を攻撃して商船数隻を拿捕した戦闘。

## 経過
トマス・コーズ率いる戦列艦6隻（コーズの旗艦である70門艦エディンバラ、60門艦イーグル、ウィンザー、プリンセス・ルイーザ、24門艦インヴァーネス、フリゲートのゲックス）はサン・ヴィセンテ岬沖を巡航していた。艦隊はスペインの護送船団に気付き、コーズは追撃を命じた。イギリス艦隊は護送船団の後ろに追いつき、会戦に突入した。
スペインの護送船団9隻はソベルビオ（Soberbio、74門艦）、レオン（Leon、74門艦）、オリエンテ（Oriente、70門艦）、コロラド（Colorado、70門艦）、ブリランテ（Brillante、64門艦）、パストラ（Pastora、64門艦）、ロザリオ（Rosario、60門艦）、ハビエル（Xavier、54門艦）、ガルガ（Galga、54門艦）だった。商船17隻のうち、カディスからベラクルスへ向かう3隻、およびカルタヘナへ向かう2隻が拿捕された。残りの船は暗闇に紛れて護送船とともに逃げた。